# Heinrich Adam
Heindrich Adam (Nördlingen, 1787 – Monaco di Baviera, 1862) è stato un pittore tedesco, membro della famiglia Adam.

## Biografia
Fratello minore di Albrecht, con il quale è considerato il fondatore della tradizione pittorica familiare, si formò tra Augusta e Monaco, per poi viaggiare, insieme al fratello, alla volta del Lago di Como e di Milano, dove nacque il nipote Frantz. Fu pittore prevalentemente di paesaggi e di scene di caccia. Si cimentò anche nelle tecniche dell'acquerello e dell'incisione.